# One Day It'll All Make Sense
Albums de Common
Resurrection
(1994) Like Water for Chocolate
(2000)
Singles
1. Retrospect for Life
Sortie : 29 juillet 1997
2. Reminding Me (Of Sef)
Sortie : 5 août 1997
3. All Night Long
Sortie : 25 janvier 1998

One Day It'll All Make Sense est le troisième album studio de Common, le 30 septembre 1997.
Sorti en 1997, cet album marque sa dernière collaboration avec le producteur No I.D. qui avait produit de nombreux morceaux sur ses deux précédents opus, Can I Borrow a Dollar? en 1992 et Resurrection en 1994.
L'album a été enregistré en deux fois car, entre-temps, Common est devenu père. On note d'ailleurs une modification de ses paroles et de son style en général. Common a également enregistré un morceau avec Lauryn Hill qui elle-même eut un enfant juste avant la sortie de l'album. La chanson, Retrospect for Life, devient le premier single de l'album et est accompagné d'un clip réalisé par Lauryn Hill elle-même.
La pochette de l'album est une photographie de 1980 de Common avec sa mère (Dr. Ann Hines) à l'aéroport de Montego Bay en Jamaïque.

## Liste des titres
| No  | Titre                                                                                     | Contient un (des) sample(s) de                                                                               | Durée      |
| --- | ----------------------------------------------------------------------------------------- | --- | ---------- |
| 1.  | Introspective (Produit par No I.D.)                                                       | Uniao Black de Banda Uniao Black                                                                             | 1 min 36 s |
| 2.  | Invocation (Produit par No I.D.)                                                          | Jennifer de Jimmy Ponder                                                                                     | 2 min 14 s |
| 3.  | Real Nigga Quotes (Produit par Dug Infinite)                                              | Fakin' the Funk de Main Source featuring Neek the Exotic One Love de Nas featuring Q-Tip                     | 5 min 24 s |
| 4.  | Retrospect for Life (featuring Lauryn Hill – Produit par James Poyser et No I.D.)         | Never Dreamed You'd Leave In Summer de Stevie Wonder A Song for You de Leon Russell                          | 6 min 23 s |
| 5.  | Gettin' Down at the Amphitheater (featuring De La Soul – Produit par No I.D.,)            | Gangbusters Scratch Mix de DJ Grand Wizard Theodore et Kevie Kev Rockwell                                    | 5 min 18 s |
| 6.  | Food for Funk (Produit par No I.D.)                                                       | Funk It Up de Caesar Frazier Spoonin' Rap de Spoonie Gee                                                     | 4 min 10 s |
| 7.  | G.O.D. (Gaining One's Definition) (featuring Cee-Lo – Produit par No I.D. et Spike Rebel) | | 4 min 47 s |
| 8.  | My City (featuring Malik Yusef – Produit par Spike Rebel)                                 | Solution de Joe Henderson                                                                                    | 5 min 07 s |
| 9.  | Hungry (Produit par No I.D.)                                                              | Can't Stop Loving You de Soul Dog Stop the Violence des Boogie Down Productions                              | 2 min 33 s |
| 10. | All Night Long (featuring Erykah Badu – Produit par The Roots)                            | Don't Stop the Music de Yarbrough & Peoples                                                                  | 7 min 35 s |
| 11. | Stolen Moments, Pt. 1 (Produit par No I.D.)                                               | 90% of Me Is You de Gwen McCrae Get Off the Bandwagon d'EPMD                                                 | 2 min 02 s |
| 12. | Stolen Moments, Pt. 2 (featuring Black Thought – Produit par No I.D.)                     | The Black Five du Roy Ayers Ubiquity Girl de Franck Pourcel                                                  | 2 min 57 s |
| 13. | 1'2 Many... (Produit par Dug Infinite)                                                    | AJ Scratch de Kurtis Blow I'm Still #1 des Boogie Down Productions                                           | 3 min 12 s |
| 14. | Stolen Moments, Pt. 3 (featuring Q-Tip – Produit par No I.D.)                             | Prepara des Fania All Stars Sucka Nigga de A Tribe Called Quest                                              | 3 min 13 s |
| 15. | Making a Name for Ourselves (featuring Canibus – Produit par No I.D.)                     | Sweet Love de Surprize Beasts From the East des Lost Boyz, Redman, A+ et Canibus My Melody d'Eric B. & Rakim | 4 min 53 s |
| 16. | Reminding Me (Of Sef) (featuring Chantay Savage – Produit par Ynot)                       | Mellow Mellow Right On de Lowrell Remind Me de Patrice Rushen                                                | 4 min 55 s |
| 17. | Pop's Rap Part 2 / Fatherhood (Produit par Karriem Riggins)                               | | 3 min 49 s |

## Classements

### Album
| Année | Album                        | Position      | Position               |
| Année | Album                        | Billboard 200 | Top R&B/Hip-Hop Albums |
| 1997  | One Day It'll All Make Sense | 62e           | 12e                    |

### Singles
| Année | Titre                 | Position                         | Position        | Position                           | Position |
| Année | Titre                 | Hot R&B/Hip-Hop Singles & Tracks | Hot Rap Singles | Hot Dance Music/Maxi-Singles Sales |          |
| 1997  | Reminding Me (Of Sef) | 57e                              | 9e              | 21e                                |          |